# Gmina Rock (hrabstwo Cherokee)

Położenie Gminy Rock w hrabstwie Cherokee

Gmina Rock (ang. Rock Township) – gmina w USA, w stanie Iowa, w hrabstwie Cherokee. Według danych z 2000 roku gmina miała 216 mieszkańców, a jej powierzchnia wynosi 93,1 km².